# Diane Dixon
Pour les articles homonymes, voir Dixon.
Diane Lynn Dixon (née le 23 septembre 1964 à New York) est une athlète américaine spécialiste du 400 mètres. 

## Carrière sportive
Diane Dixon remporte son premier titre international lors des Jeux mondiaux en salle 1985 de Paris en réalisant 53 s 35 sur 400 m. Sélectionnée pour les Jeux olympiques de 1988, elle termine deuxième du relais 4 × 400 m aux côtés de ses compatriotes Denean Howard-Hill, Valerie Brisco-Hooks et Florence Griffith-Joyner. Les États-Unis sont devancés par l'équipe d'URSS qui établit à l'occasion un nouveau record du monde en 3 min 15 s 18. En individuel, Dixon est éliminée au stade des demi-finale du 400 m mais réalise la meilleure performance de sa carrière en 49 s 84. En 1991, Diane Dixon remporte le 400 m des Championnats du monde en salle de Séville.

## Palmarès
| Date | Compétition                    | Lieu     | Résultat | Épreuve   | Performance   |
| ---- | ------------------------------ | -------- | -------- | --------- | ------------- |
| 1985 | Jeux mondiaux en salle         | Paris    | 1re      | 400 m     | 53 s 35       |
| 1986 | Goodwill Games                 | Moscou   | 1re      | 4 × 400 m | 3 min 21 s 22 |
| 1987 | Championnats du monde          | Rome     | 7e       | 400 m     | 51 s 13       |
| 1987 | Championnats du monde          | Rome     | 3e       | 4 × 400 m | 3 min 21 s 04 |
| 1988 | Jeux olympiques                | Séoul    | 2e       | 4 × 400 m | 3 min 15 s 51 |
| 1989 | Championnats du monde en salle | Budapest | 2e       | 400 m     | 51 s 77       |
| 1991 | Championnats du monde en salle | Séville  | 1re      | 400 m     | 50 s 64       |
| 1991 | Championnats du monde en salle | Séville  | 3e       | 4 × 400 m | 3 min 29 s 00 |
| 1991 | Championnats du monde          | Tokyo    | 8e       | 400 m     | 51 s 73       |
| 1991 | Championnats du monde          | Tokyo    | 2e       | 4 × 400 m | 3 min 20 s 15 |